# Мезей, Бранислав
Бра́нислав Ме́зей (словац. Branislav Mezei; 8 октября 1980, Нитра) — словацкий хоккеист, защитник. Воспитанник клуба «Нитра» в настоящее время игроком этого клуба и является.

## Карьера
Обладатель Кубка Джей Росса Робертсона (1999, «Бельвиль Буллс»).
На драфте НХЛ 1999 года выбран в 1 раунде под общим 10 номером командой «Нью-Йорк Айлендерс». 3 июля 2002 года обменян во «Флориду Пантерз», где с перерывом на локаут играл до 2008 года.
В сезоне 2008/09 играл в КХЛ за казахстанский клуб «Барыс». В сезоне 2011/12 выступал за словацкий «Лев». Перед началом сезона 2012/13 подписал контракт с екатеринбургским «Автомобилистом».

### Международная
В составе сборной страны — участник четырёх чемпионатов мира (2001, 2004, 2008, 2013) и Кубка мира-2004. Также играл на двух молодёжных мировых первенствах, в 1999 и 2000 годах, на первом из которых его команда выиграла бронзовые медали.

## Статистика
```
Сезон    Клуб                                    И   Г   П   О  +/-   Штр
1995-96 ХК Нитра (СЭЛ) U20			45   5  10  15 	15    86
1996-97 ХК Нитра (СЭЛ) U20			52   7 	22  29 	70   114
1997-98 Белливилл Буллс (OHL)			53   3 	 5   8 	 —    58
	Белливилл Буллс (OHL,ПО)		8    0 	 2   2 	 —     8
1998-99 Белливилл Буллс (OHL) 			60   5 	18  23 	 —    90
	Белливилл Буллс (OHL, ПО)		18   0   4   4 	 —    29		
1999-00 Белливилл Буллс (OHL)			58   7 	21  28 	 —    99
	Белливилл Буллс (OHL, ПО)		6    0   3   3 	 —    10		
2000-01 Нью-Йорк Айлендерс (НХЛ)		42   1   4   5 	-5    53
	Лоувелл Мок Монстерс (АХЛ)		20   0   3   3 	 —    28		
2001-02 Нью-Йорк Айлендерс (НХЛ)		24   0   2   2 	 2    12
	Бриджпорт Саунд Тайгерс (АХЛ)		59   1   9  10 	12   137
	Бриджпорт Саунд Тайгерс (АХЛ, ПО)	20   0   1   1 	-2    48
2002-03 Флорида Пантерс (НХЛ)			11   2   0   2 	-2    10
	Сан-Антонио Рэмпэйдж (АХЛ)		1    0   0   0 	 1     0
	Сан-Антонио Рэмпэйдж (АХЛ, ПО)		3    0   0   0 	 1     0
2003-04 Флорида Пантерс (НХЛ) 			45   0   7   7 	-4    80
2004-05 ХК Оцелари Тринец (ЧЭл)			41   1   2   3 -15    68
	ХК Дукла Тренчин (СЭл)			10   1   1   2 	 4    16
	ХК Дукла Тренчин (СЭл, ПО)		12   1   2   3 	 2    38
2005-06 Флорида Пантерс (НХЛ) 			16   0   1   1 	 3    37
2006-07 Флорида Пантерс (НХЛ) 			45   0   3   3 	 5    55
2007-08 Флорида Пантерс (НХЛ) 			57   2   2   4 -13    64
2008-09 Барыс Астана (КХЛ)			56   5   5  10 -10   151
	Барыс Астана (КХЛ, ПО)			3    0   1   1  -2     6
2009-10 ХК Плзень 1929 (ЧЭл)			19   0   0   0 -10    61
	Эспоо Блюз (СМ-Лига) 			38   0   4   4 	-6   120
	Эспоо Блюз (СМ-Лига, ПО)		 3   1   2   3 	 1     4
2010-11 ХК Итон Пардубице (ЧЭл)			51   6   9  15 	-7   118
	ХК Итон Пардубице (ЧЭл, ПО)		 9   0   1   1 	-3    16
2011-12 Лев (КХЛ)			        53   3  10  13 - 6   117

--------------------------------------------------------------------------------------
Всего                                          183   3  17  20 -14   247
Всего в Чешской Экстралиге		       120   7 	12  16 -35   263
Всего в Словацкой Экстралиге			22   2   3   5	 6    54
Всего в КХЛ				       111   7	 15 22 -19   270

```

```

Турнир                        Г    П    О   +/-   ШМ
1998-99 Чемпионат мира (U20)  6    0    0   -3     8
1999-00 Чемпионат мира (U20)  7    1    0    1     6
2000-01 Чемпионат мира        6    0    0   -1     2
2003-04 Чемпионат мира        9    0    0    1     6
	Кубок мира            2    0    0   -3     0 
2007-08 Чемпионат мира        5    0    0    0     8
Всего                        22    0    0   -5    16

```